# Поросинець плямистий
Hypochaeris maculata (поросинець плямистий як Hypochoeris maculata, ахірофорус плямистий як Achyrophorus maculatus) — вид рослин з родини айстрових (Asteraceae), поширений у Європі й схід до Сибіру й північно-західного Китаю.

## Опис
Багаторічна рослина, трава, 30–120 см заввишки. Стебло прямостійне, просте або помірно розгалужене, волосате, безлисте або з 1(3) листками, основа з темно-коричневими залишками старих листків. Розеткове листя ± яйцювате, ланцетоподібне, еліптичне, або ланцетне звужене до основи, 6–15 × 2–4 см, часто з червонувато-буруватими вкрапленнями, вкрите жорсткими, короткими волосками, поля від звивисто-зубчастих до майже цілих, верхівка від тупо округленої до гострої. Стебловий лист або листя, якщо такі є від вузьколанцетних до ланцетних, менші, ніж розеткові листки, в іншому подібні. Квіткових голів 1–3, кінцеві, з великою кількістю квіток. Квітки жовті. Сім'янка до 2 см, блідо-коричнева, ± веретеноподібна, з 5 ребрами. Папус 7–12 мм. Квіто- і плодоношення триває у червні, липні, серпні. 2n = 10, 20.

## Поширення
Поширений у Європі й схід до Сибіру й пн.-зх. Китаю (Сіньцзян).
В Україні вид зростає в лісах, на лісових галявинах і узліссях, на сухих луках, лугових степах, схилах, в чагарниках — у Карпатах, Поліссі, Лісостепу і пн. ч. Степу.

## Використання
Молоде листя є їстівним — сирим чи вареним. Його час від часу додають в салати чи відварюють у бульйонах.

## Галерея

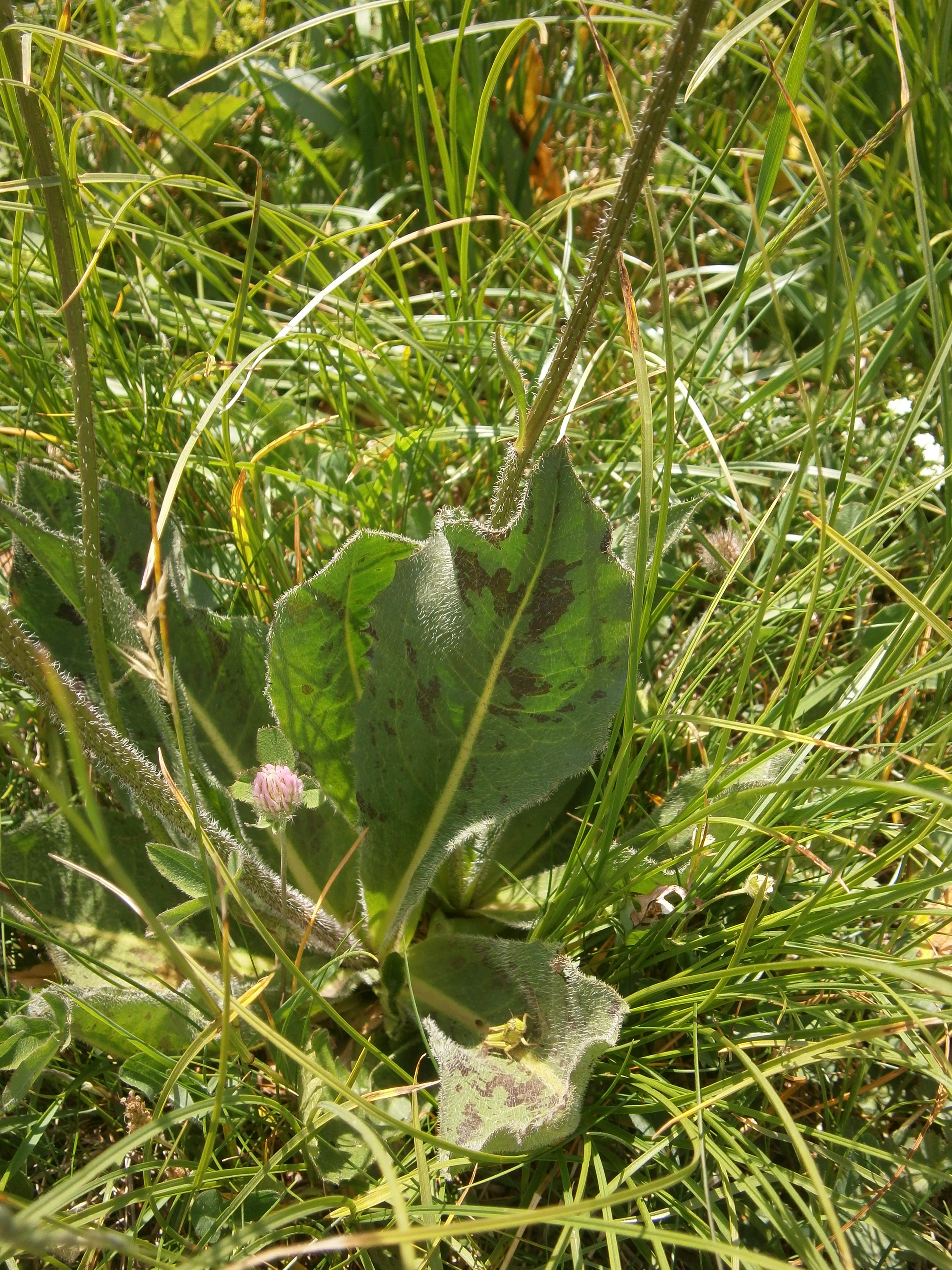
листя
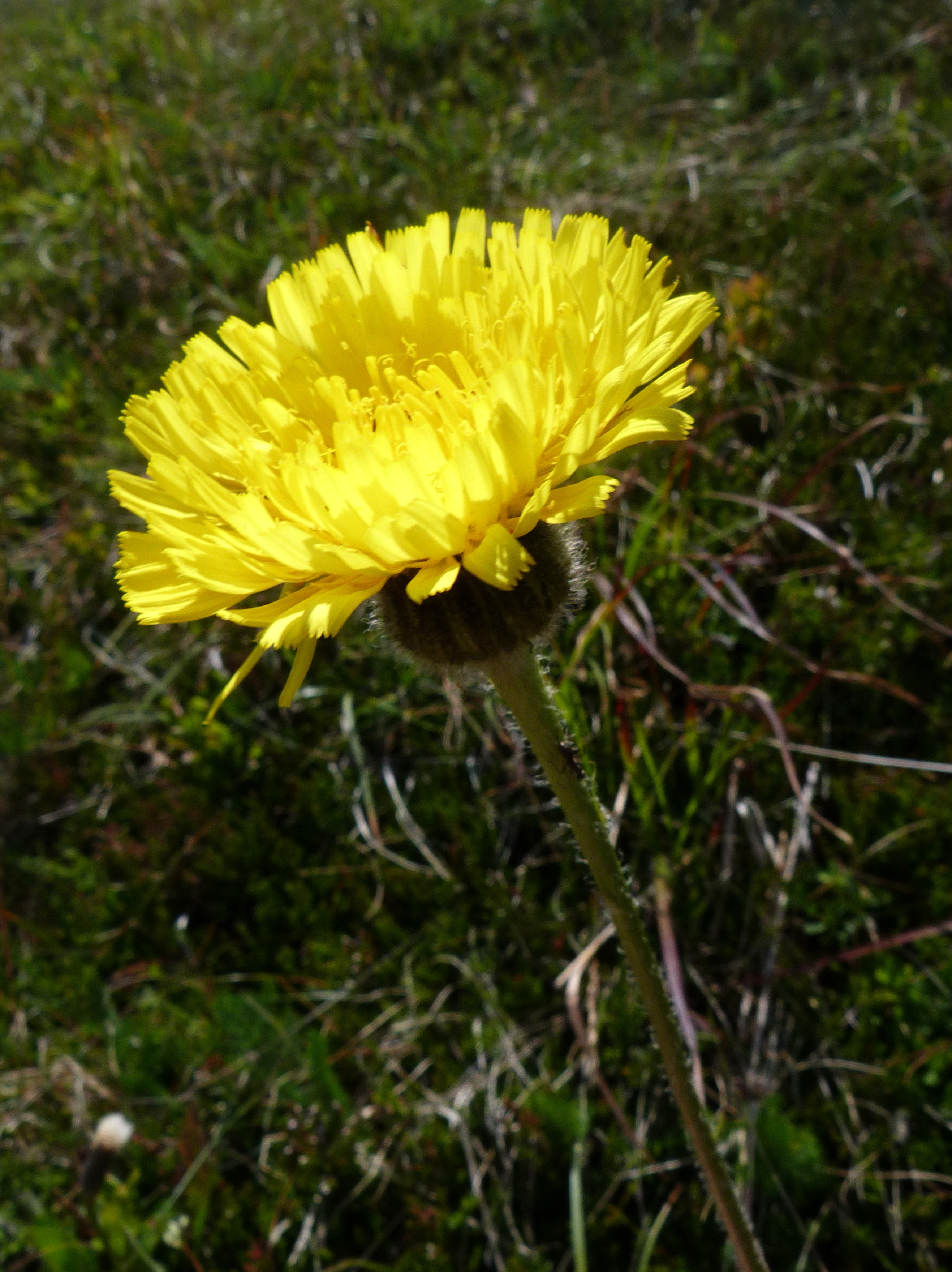
квіткова голова
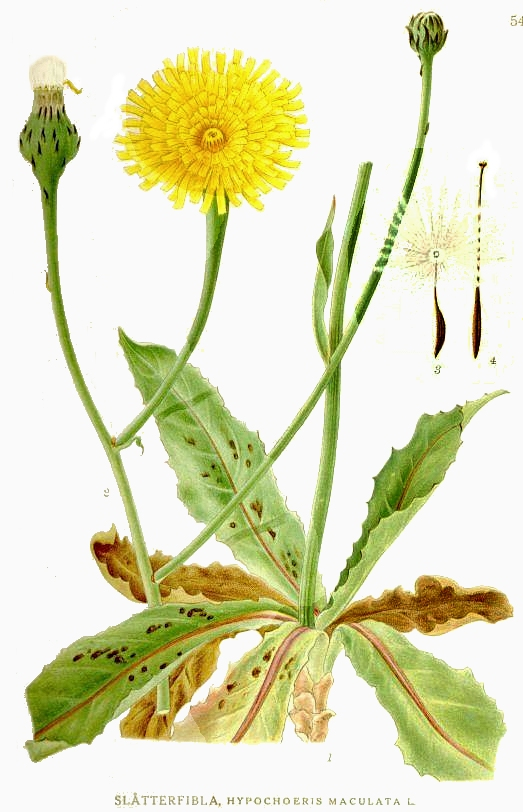
ілюстрація